# Gorm (Automarke)
Gorm war eine dänische Automarke.

## Unternehmensgeschichte
Das Unternehmen von Karl J. Schmidt aus Kopenhagen begann 1917 mit der Produktion von Automobilen. Im gleichen Jahr wurde die Produktion nach 20 hergestellten Exemplaren eingestellt.

## Fahrzeuge
Das einzige Modell war der 6 ½ HP. Er war mit einem Vierzylindermotor ausgestattet und wahlweise mit zwei oder vier Sitzen lieferbar. Das Fahrzeug wog etwa 504 Kilogramm.